# Něžnost (film)
Něžnost (v originále La Délicatesse) je francouzský hraný film z roku 2011, který režírovali Stéphan a David Foenkinosovi podle stejnojmenného románu. Snímek měl světovou premiéru na filmovém festivalu v Sarlatu dne 8. listopadu 2011.

## Děj
Nathalie se v životě vše daří. Má dobré postavení ve firmě, je mladá, zdravá a šťastně vdaná. Když jejího manžela srazí auto, její život se po jeho smrti obrátí vzhůru nohama. Nathalie ztrácí chuť do života a tráví několik let ponořená do práce. Až jednoho začne vztah s kolegou Markusem. Tento románek zase Nathalii vrátí chuť do života.

## Obsazení
| Audrey Tautou         | Nathalie                            |
| François Damiens      | Markus                              |
| Joséphine de Meaux    | Sophie, nejlepší kamarádka Nathalie |
| Bruno Todeschini      | Charles Delamain, generální ředitel |
| Mélanie Bernier       | Chloé                               |
| Pio Marmaï            | François, manžel Nathalie           |
| Ariane Ascarideová    | matka Nathalie                      |
| Christophe Malavoy    | otec Nathalie                       |
| Monique Chaumette     | Madeleine, babička Nathalie         |
| Audrey Fleurot        | Ingrid, Delamainova sekretářka      |
| Marc Citti            | Pierre, kolega Sophie               |
| Vittoria Scognamiglio | Françoisova matka                   |
| Alexandre Pavloff     | Benoît                              |
| Olivier Cruveiller    | Françoisův otec                     |
| Gwendolyn Gourvenec   | Pierrův přítel                      |
| Sasha Spielberg       | turistka                            |

## Ocenění
- Filmový festival v Sarlatu: Cena za nejlepší mužský herecký výkon (François Damiens)
- César: nominace v kategoriích nejlepší debutový film (Stéphane Foenkinos a David Foenkinos) a nejlepší adaptace (Stéphane Foenkinos a David Foenkinos)